# Cultural Education Center
Le Cultural Education Center se trouve au sud de l'Empire State Plaza à Albany, dans l'État de New York. 
Situé sur Madison Avenue, il fait face au Capitole de l'État de New York, au nord. Sa construction, de style néoformaliste, s'est achevée en 1978.

## Description
Le bâtiment de onze étages et de 135 000 m3 abrite les bureaux principaux du New York State Office of Cultural Education (qui fait partie du New York State Education Department), qui comprennent le New York State Museum (étages 1 à 4), les New York State Archives (étage 9) et la New York State Library (étages 5 à 8 et 11).